# برادر (فیلم ۱۹۹۷)
برادر (به روسی: Брат) یک فیلم سینمایی محصول سال ۱۹۹۷ کشور روسیه به کارگردانی آلکسی بالابانوف است. این فیلم در روسیه و دیگر کشورهای جهان با استقبال خوب تماشاگران و منتقدان روبرو شد و جایزه‌هایی از جشنواره‌های مختلف بین‌المللی به‌دست‌آورد. بالابانوف دنبالهٔ این فیلم نیز را با نام «برادر ۲» در سال ۲۰۰۰ ساخت. فیلم برادر در آذر ۱۳۸۷ از شبکه ۴ تلویزیون ایران نمایش داده شد.

## داستان
دانیلا پس از پایان خدمت در ارتش به‌طور ناخواسته درگیر یک زد و خورد شدید می‌شود. مادرش او را نزد برادرش به لنینگراد می‌فرستد. اما پس از مدتی دانیلا درمی‌یابد که برادرش یک تبهکار حرفه‌ای و عضو باندهای مافیایی است. دانیلا از همان آغاز با برادرش در کارهای خلاف همکاری می‌کند. او پس از زخمی‌شدن در یکی از درگیری‌ها و فرار از دست تبهکاران، توسط یک زن لکوموتیوران نجات می‌یابد.

## جایزه‌ها
- جایزه ویژه هیئت داوران و جایزه فیپرشی جشنواره سینمای جوان تورینو (۱۹۹۷)
- جایزه هوگو نقره‌ای بهترین بازیگر مرد (سرگئی بودروف جونیور) از جشنواره فیلم شیکاگو (۱۹۹۷)
- جایزه دوربین طلایی از جشنواره فیلم ماناکی برادرز (۱۹۹۷)
- جایزه ممتاز جشنواره فیلم روسی آزاد سوشی (۱۹۹۷)
- دو جایزه (فیپرشی و ویژه) از جشنواره فیلم سینمای جوان اروپای شرقی کوتبوس (۱۹۹۷)

این فیلم همچنین نامزد ۷ جایزه دیگر از جشنواره‌های بین‌المللی فیلم شده‌است.